# Яблоня II

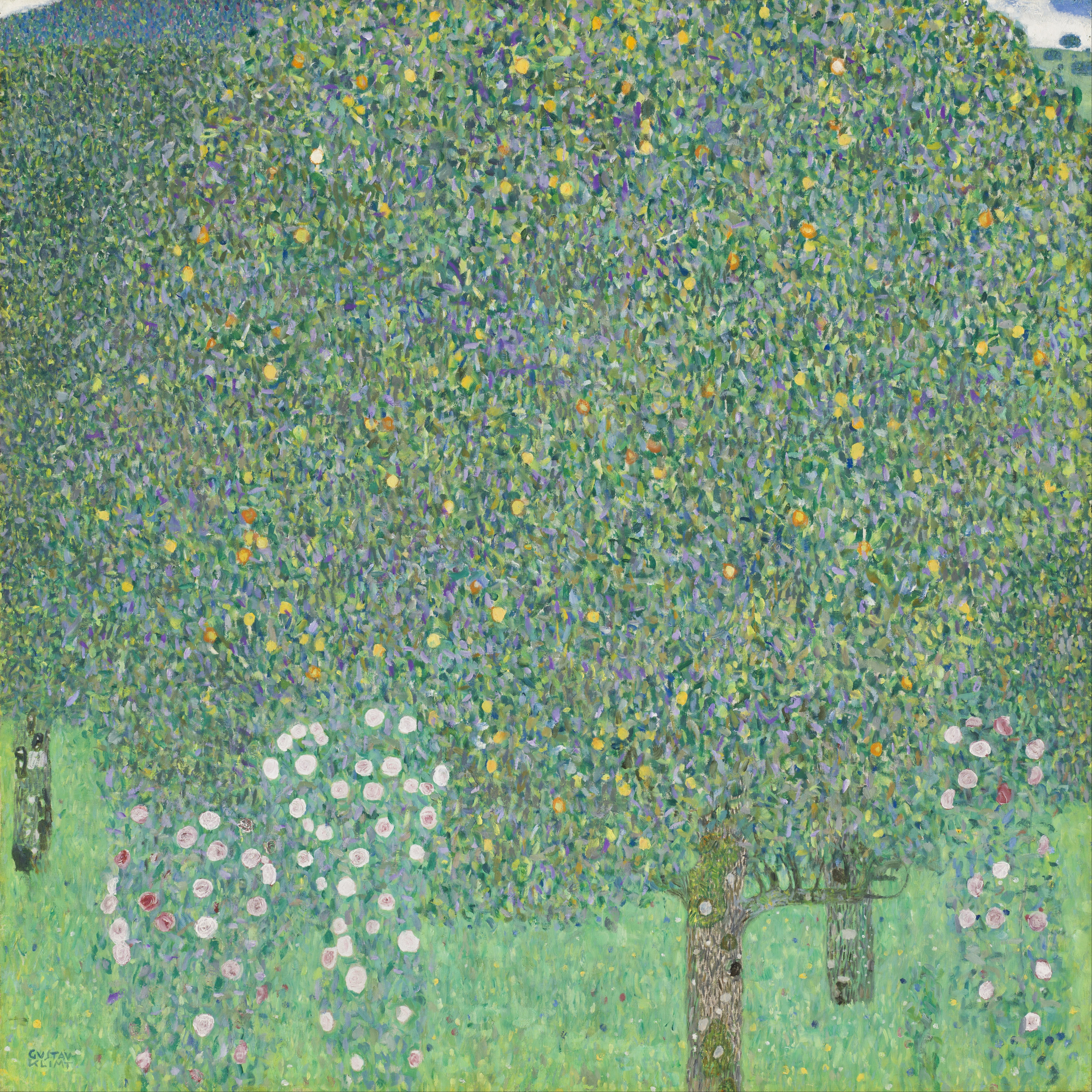
Розы под деревьями. 1905. Частное собрание

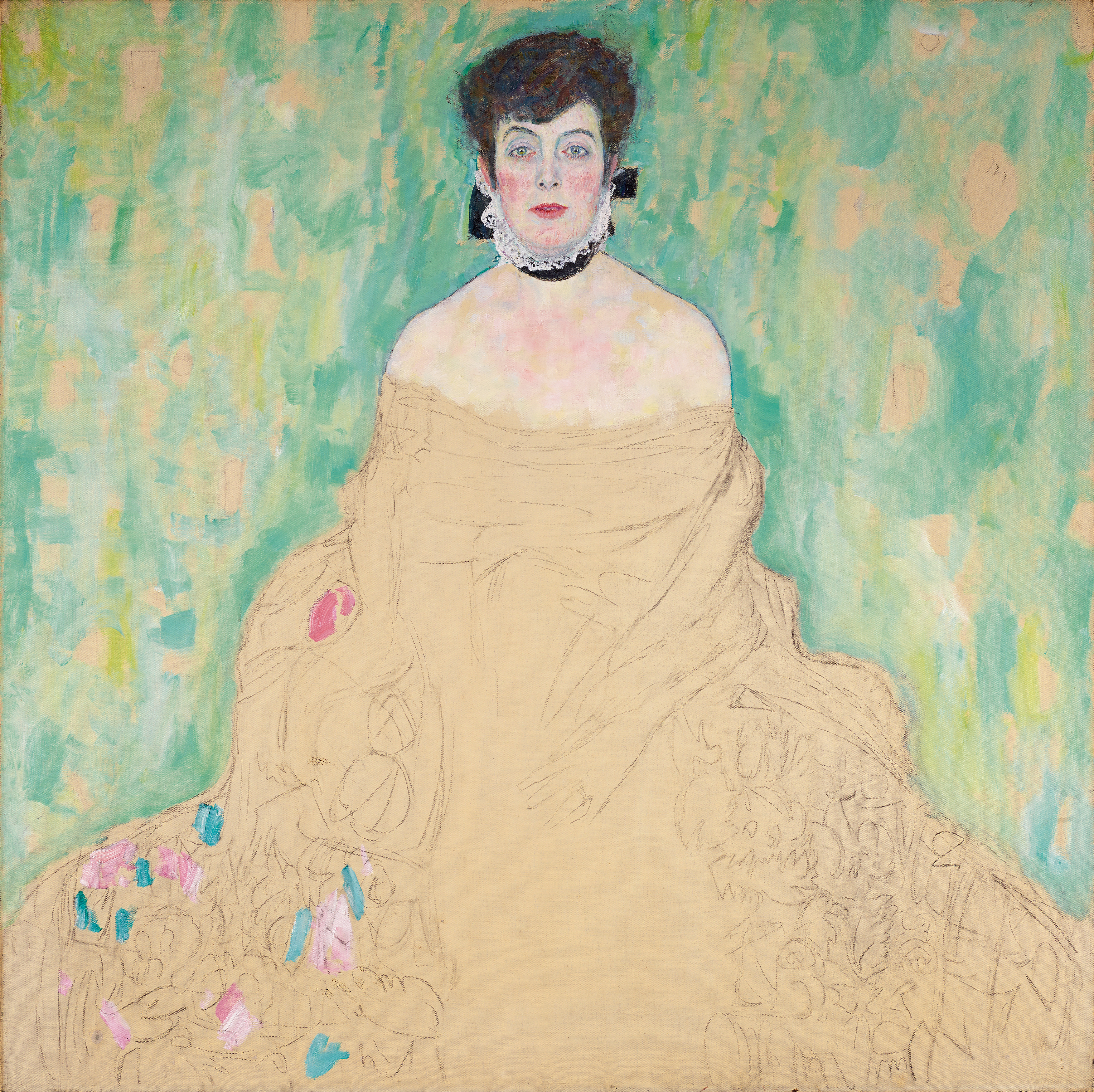
Портрет Амалии Цукеркандль. 1916—1917. Галерея Бельведер

Портрет Элизабет Ледерер. 1914. Частное собрание

«Яблоня II» (нем. Apfelbaum II), также «Зелёная яблоня» (нем. Grüner Apfelbaum) — незаконченный пейзаж австрийского художника Густава Климта 1916 года. Относится к позднему периоду творчества художника и отражает в манере письма его увлечение творчеством Ван Гога. Картина получила известность в XXI веке в связи с её ошибочной реституцией австрийским государством в 2001 году наследникам законной владелицы другого пейзажа Климта — «Роз под деревьями», о чём стало широко известно в 2015 году. Если бы не трагический исторический фон, путаница c двумя пейзажами Климта, по мнению газеты Wiener Zeitung, могла бы стать достойным сюжетом для комедии ошибок.
Садовые пейзажи в целом и с яблонями в частности — излюбленный мотив Густава Климта во время летнего отдыха на Аттерзе. «Яблоня II» — один из последних пейзажей художника. На небольшом по меркам Климта пейзаже скупой палитрой красок художник выписал крону дерева и резко выделил на ней жёлтые плоды, дополнительно усилив контрастность чёрным контуром. Хотя Климт следовал своему стремлению подчинить сюжет полной орнаментации и стилизации, эта работа, в отличие от его прежних яблонь, лишилась привычной красочности. Силуэт одинокого дерева чётко просматривается на фоне серого неба в облаках и потерявших листву деревьев на заднем плане. Яблоня кажется обессиленной и потерянной, что отражает душевный настрой автора в годы войны.
«Яблоня II» была написана в 1916 году. После войны она оказалась в коллекции австрийского кинорежиссёра Густава Учицки и, по соглашению с ним в 1949 году, после его смерти в 1961 году была передана в дар галерее Бельведер вместе с ещё двумя пейзажами — «Крестьянским домом с берёзами» и «Портретом дамы», принудительно изъятыми при национал-социалистах из коллекций Георга и Гермины Лазус и Бернхарда Альтмана соответственно. До 1999 года в специализированной литературе её исконным владельцем указывался известный меценат Климта Август Ледерер. В конце 1990-х годов расследованием провенанса произведений искусства из австрийских государственных музеев, которые до 1938 года находились в собственности еврейских семей, занялся австрийский журналист Хубертус Чернин и добился в этой области впечатляющих результатов. Чернин заявил об ошибке в провенансе «Яблони II», поскольку Учицки приобрёл её у Норы Стиасны, дочери австрийского хирурга Отто Цукеркандля и его супруги Амалии, известной по незаконченному портрету кисти Климта. После аншлюса Австрии муж Норы с сыном Отто бежали из Вены в Прагу, оттуда были депортированы в Освенцим, где и погибли. Нора с 73-летней матерью остались в Вене, в 1943 году они были депортированы в польскую Избицу, где пропали без вести и в 1947 году были объявлены умершими.
Согласно описи конфискованного имущества, на 1938 год Нора имела в собственности долю в семейном Пуркерсдорфском санатории, серебряную посуду и «картину Густава Климта стоимостью 5 000 рейхсмарок» с изображением яблони. Имеются сведения, что в августе 1938 года Нора Стиасны при посредничестве друга юности Филиппа Хойслера, некогда ассистента Йозефа Хоффмана, по всей видимости обманувшего её, продала пейзаж Климта всего за 395 рейхсмарок некоему коммерсанту, а спустя восемь месяцев пыталась отменить эту сделку, потому что кинорежиссёр и собиратель Климта Густав Учицки обещал за неё 1500 рейхсмарок. На основании этих данных Хубертус Чернин и сделал свой ошибочный вывод о том, как Учицки заполучил «Яблоню II». Согласно досье по провенансу, подготовленному специалистом галереи Бельведер Моникой Майер и следовавшему линии Чернина, австрийский совет по возврату художественных ценностей рекомендовал пейзаж «Яблоня II» к реституции наследникам Стиасны.
В начале 2001 года Моника Майер неожиданно обнаружила в государственном архиве документы, поставившие под сомнение правильность её собственного досье: на 1938 год дочь Августа и Серены Ледерер Элизабет Бахофен фон Эхт также владела работой Климта под названием «Яблоня», которая была указана в бумагах как «этюд маслом». Майер проинформировала начальство — Герберта Фродля, но её сомнения были проигнорированы, и уже заявленная реституция «Яблони II» состоялась в ноябре 2001 года. Адвокат наследников Норы Стиасны Альфред Нолль от их имени подписал гарантийное письмо, в котором они обязались вернуть переданную им картину Густава Климта «Яблоня» государству в галерею Бельведер, если выяснится, что переданная картина в действительности не является идентичной той, что в своё время находилась в собственности Элеоноры Стиасны. Наследники Норы Стиасны продали пейзаж, оценивавшийся в то время в 20 млн долларов, и поделили выручку. По сведениям издания Der Standard, «Яблоня II» через арт-дилера Даниэллу Люксембург попала в частное собрание в США, предположительно к американскому предпринимателю Леонарду Лаудеру, старшему сыну Эсте Лаудер. Свидетельства тому, что картина была реституирована не тому владельцу, накапливались, и в 2015 году история стала достоянием гласности.
Министр культуры Австрии Томас Дроцда назвал ошибку экспертов «неловким происшествием» и подчеркнул, что в их действиях нет вины: они действовали с учётом имевшегося уровня знаний. В отчёте реституционной комиссии было установлено, что «Яблоня II» с высокой долей вероятности принадлежала Элизабет Бахофен фон Эхт, хотя документов, однозначно свидетельствующих о времени и обстоятельствах приобретения пейзажа Густавом Учицки, не обнаружено. Учицки мог приобрести «Яблоню» и у самой Элизабет, поскольку до своей смерти в 1944 году она жила на средства от продажи своей художественной коллекции. После её смерти пейзаж мог продать Учицки и хорошо знакомый с режиссёром муж Элизабет, владелец пивоварни Вольфганг Бахофен фон Эхт. Осталась неизвестной и дата приобретения пейзажа Густавом Учицки: если «Яблоня II» была приобретена им после 8 мая 1945 года, то она вообще не подлежала реституции. Таким образом, Австрийской Республике не следовало проводить реституцию «Яблони II» в 2001 году или реституировать пейзаж наследникам Ледереров. Адвокат Альфред Нолль, который уже давно не поддерживал связь с наследниками Стиасны, не ожидал для своих мандантов никаких юридических последствий, поскольку реституция была юридически оформлена как акт дарения по доброй воле Австрийской Республики в результате процесса, в котором наследники не участвовали. Кроме того, давно истёк срок давности в три года для оспаривания сделки.
Проведённым расследованием было также установлено, что Норе Стиасны принадлежал пейзаж под названием «Розы под деревьями», хранившийся в Музее Орсе. Картина досталась Стиасны по наследству от дяди, промышленника и коллекционера Виктора Цукеркандля, в описи имущества усопшего она именовалась «Фруктовым садом» и оценивалась в 10 тыс. старых шиллингов. Виктор Цукеркандль приобрёл этот пейзаж в 1911 году. В провенансе «Роз под деревьями» из Орсе после смерти Цукеркандля в 1927 году доподлинно известно только о приобретении музеем из цюрихской галереи Натан в 1980 году с указанием собственником профессора Хойслера. Известно также об анонимном свидетеле, который видел пейзаж в 1970-е годы во франкфуртском доме секретаря Хойслера, который умер в 1966 году. Австрийцы передали информацию в парижский музей. Во Франции на тот момент не было соответствующего законодательства о реституции, тем не менее согласно Вашингтонским принципам Орсе следовало пойти на соглашение с наследниками Стиасны. В начале 2022 года во Франции были приняты законодательные нормы касательно реституции, и таким образом наследникам Норы Стиасны был возвращён уже второй пейзаж Климта, «Розы под деревьями» из Музея Орсе.
В 2017 году Австрийский совет по возврату художественных ценностей в выпущенном заключении признал, что «Яблоня II» в 2001 году была передана не наследникам собственника. В 2018 году находящийся с 2001 года в частной собственности пейзаж «Яблоня II», так и не реституированный наследникам Августа Ледерера и тем самым продолжавший считаться украденным произведением искусства, находился в экспозиции Фонда Луи Виттона в качестве музейного займа и планировался к показу на юбилейной выставке Густава Климта в венском Музее Леопольда по музейному обмену за «Автопортрет с физалисом» Эгона Шиле, но за день до открытия выставки был отозван обратно в Париж из опасений, что в Австрии он может быть конфискован. По данным австрийского издания Kurier, собственником «Яблони II» является французский миллиардер Бернар Арно, который, по некоторым сведениям, получил пейзаж при продаже доли в аукционном доме Phillips, de Pury & Luxembourg. В январе 2022 года директор галереи Бельведер Стелла Роллиг скептически высказывалась о перспективах возвращения пейзажа в фонды музея. Арно уклоняется от контактов как с австрийским государством, так и с бывшими собственниками из наследников Стиасны. Австрийское государство не имеет никаких юридических рычагов воздействия, кроме того, картина не имеет подтверждённого статуса «украденного произведения искусства». Двенадцать наследников Норы Стиасны надеются продать полученные из Орсе «Розы под деревьями» и выкупить у «Яблоню II» у Фонда Луи Виттона, чтобы затем вернуть её в галерею Бельведер согласно обязательствам по гарантийному письму 2001 года для последующей реституции наследникам Элизабет Бахофен-Эхт. Ответ на письмо с предложением выкупа из Фонда Луи Виттона пока не последовал.